# Átjáró (könyvsorozat)
Az Átjáró a Parnasszus költészeti folyóirat által 2003-ban útjára indított és jelenleg is futó, sorszámozott könyvsorozat, amiben versfordításkötetek jelennek meg. Alapító főszerkesztő Turczi István. A kuratórium néhai és jelenlegi tagjai: Kántor Lajos, Kukorelly Endre, Lengyel Balázs, Orbán Ottó, Pomogáts Béla, Tandori Dezső, Tarján Tamás és Turczi István.
- 01: Zsille Gábor: Nők kezdőknek és haladóknak – Hét lengyel költőnő, 2003
- 02: Belső terek 25 év 25 skót vers 1978–2002 (kétnyelvű antológia), 2004
- 03: Lukács Zsolt: A küszöbön aludni – A fiatal szlovén költészet antológiája, 2007
- 04: G. István László: Pentagram – Emily Dickinson, William Butler Yeats, Sylvia Plath, Owen Sheers, Kei Miller versei, 2009
- 05: Balázs F. Attila, Csiby Károly: Új Dánia – 22 moldáv költő, 2014